# کارلوس ریواس
کارلوس ریواس (اسپانیایی: Carlos Rivas‎؛ زادهٔ ۲۴ مهٔ ۱۹۵۳) بازیکن و مربی فوتبال اهل شیلی بود.

## باشگاهی
از باشگاه‌هایی که در آن بازی کرده‌است می‌توان به باشگاه فوتبال کولو-کولو و باشگاه ورزشی آئوداکس ایتالیانو اشاره کرد.

## تیم ملی
وی همچنین در تیم ملی فوتبال شیلی بازی کرده‌است.